# Paul Boyer (E-Sportler)
Paul „sOAZ“ Boyer (* 9. Januar 1994 in Bordeaux) ist ein ehemaliger französischer E-Sportler in der Disziplin League of Legends. Er spielte auf der Position des Top Laners und ist nach Ende seiner aktiven Karriere inzwischen als Trainer tätig.

## Karriere
sOAZ begann seine Karriere auf der großen Bühne als Top Laner des League-of-Legends-Teams against All authority. Bei der ersten League-of-Legends-Weltmeisterschaft wurde sein Team Zweiter und unterlag im Finale Fnatic. In der Folgesaison wechselte sOAZ zu Fnatic und spielte einige Jahre auch hier in der Top Lane zusammen mit ikonischen Spielern wie xPeke, Yellowstar oder Rekkles. Mit ihm wurde Fnatic zum Serienmeister der europäischen League-of-Legends-Meisterschaft (damals EU LCS, heute LEC).
2015 wechselte sOAZ erneut das Team und folgte seinem früheren Fnatic-Kollegen xPeke zu dessen eigenen Team Origen. Im Frühjahr 2015 spielten sOAZ und Origen noch in der 'Challenger Series', der damaligen zweiten Liga im europäischen League of Legends. Nach nur einem Split stiegen sie in die höchste Spielklasse auf und forderten ihr altes Team Fnatic in der EU LCS heraus. Origen wurde Zweiter und qualifizierte sich damit für die Weltmeisterschaft in Europa. In nur einer Saison gelang Origen der Aufstieg von der zweiten Spielklasse bis zum Semifinale der Weltmeisterschaft – eine Leistung, die für die europäische Szene damals überragend war und Origen viele Fans gewann.
Nach einem enttäuschenden Jahr 2016 kehrte sOAZ 2017 zu Fnatic zurück, unterlag in dieser Saison allerdings G2 Esports im Titelrennen. 2018 kam allerdings die Trendwende: Fnatic gewann die erste Hälfte der Saison. In den Playoffs des Frühjahrs-Splits fiel sOAZ allerdings verletzungsbedingt aus und wurde durch den zweiten Top Laner von Fnatic, 'Bwipo', ersetzt. Dieser überzeugte mit dominanten ersten Spielen direkt in den Playoffs. Im Sommer-Split der Saison 2018 wurden sowohl Bwipo als auch sOAZ auf der Top Lane, manchmal allerdings auch auf der Bottom Lane eingesetzt. Im Playoff-Finale des Sommer-Splits, der darüber entschied, wer als erster Platz Europas zur Weltmeisterschaft qualifiziert ist, war sOAZ bereits nicht mehr als Top Laner gesetzt, sondern wechselte sich mit Bwipo ab. Im Finale gegen das League-of-Legends-Team des FC Schalke 04 qualifizierte sich Fnatic für die WM 2018 in Südkorea.
Dort gelang es Fnatic und sOAZ als erstem Team seit der ersten Saison, ins Finale einer Weltmeisterschaft vorzudringen – die Weltmeisterschaft 2011, die Fnatic für sich entscheiden konnte, wird von vielen als nicht ernsthafter Titel angesehen, da damals noch keine asiatischen Teams mit dabei waren. Im Finale der Weltmeisterschaft unterlag Fnatic dem chinesischen Team Invictus Gaming deutlich mit 0:3, sOAZ wurde nur im dritten Spiel eingesetzt.
2019 erfuhr die EU LCS ein Rebranding und wurde zur LEC. sOAZ wechselte zu Misfits und war Teil eines starbesetzten Kaders, der allerdings deutlich unter den Erwartungen lag und sich nicht einmal für die Playoffs qualifizieren konnte. Im Dezember 2019 wurde bekannt, dass sOAZ in die USA zum Team Immortals wechselte, wo er in der vorderen Hälfte der Liga mitmischte. Im Dezember 2021 wechselte er in die deutsche Prime League zu WAVE Esports.

## Erfolge (Auswahl)
| Jahr | Platz   | Turnier                           | Team                  | Preisgeld   |
| ---- | ------- | --------------------------------- | --------------------- | ----------- |
| 2011 | 2.      | Weltmeisterschaft 2011            | Against All Authority | 025.000 $   |
| 2012 | 1.      | DreamHack Winter 2012             | Fnatic                | 125.000 SEK |
| 2012 | 2.      | IGN Pro League Season 5           | Fnatic                | 020.000 $   |
| 2012 | 1.      | THOR Open                         | Fnatic                | 070.000 SEK |
| 2012 | 2.      | IEM Season VII – Köln             | Fnatic                | 08.500 $    |
| 2013 | 2.      | IEM Season VIII – Köln            | Fnatic                | 07.500 $    |
| 2013 | 1.      | LCS Spring 2013                   | Fnatic                | 050.000 $   |
| 2013 | 1.      | LCS Summer 2013                   | Fnatic                | 050.000 $   |
| 2014 | 2.      | IEM Season VIII – Finals Katowice | Fnatic                | 030.000 $   |
| 2014 | 1.      | LCS Spring 2014                   | Fnatic                | 050.000 $   |
| 2014 | 2.      | LCS Summer 2014                   | Fnatic                | 025.000 $   |
| 2014 | 12./13. | Weltmeisterschaft 2014            | Fnatic                | 035.000 $   |
| 2015 | 2.      | LCS Summer 2015                   | Origen                | 050.000 $   |
| 2015 | 3./4.   | Weltmeisterschaft 2015            | Origen                | 150.000 $   |
| 2017 | 3.      | LCS Spring 2017                   | Fnatic                | 030.000 €   |
| 2017 | 3.      | LCS Summer 2017                   | Fnatic                | 030.000 €   |
| 2018 | 1.      | LCS Spring 2018                   | Fnatic                | 080.000 €   |
| 2018 | 1.      | LCS Summer 2018                   | Fnatic                | 080.000 €   |
| 2018 | 2.      | Weltmeisterschaft 2018            | Fnatic                | 870.750 $   |